# Кучумова, Людмила Ивановна
Людми́ла Ива́новна Кучу́мова (3 мая 1954 — декабрь 2012) — советская трактористка. Депутат Верховного Совета СССР 11 созыва (1984—1989) от Пермской области. Делегат XVII съезда ВЛКСМ. «Ударник коммунистического труда» нескольких пятилеток.

## Биография
Родилась в деревне Малая, ныне Сылвенского поселения Пермского района, 3 мая 1954 года. Окончила Лядовскую школу, потом Кунгурское СПТУ № 68. В 1971 году завоевала бронзовую медаль на Всесоюзных соревнованиях пахарей, а через год получила бронзовую медаль ВДНХ СССР. В 1973 году она стала делегатом Всемирного фестиваля молодёжи и студентов в Берлине.
В годы перестройки была избрана главой Лядовского поселения, проработала на этом посту более двенадцати лет.
В 2012 году решением Земского собрания Людмиле Ивановне Кучумовой было присвоено высокое звание «Почетный житель Пермского муниципального района». Награду должны были вручить 21 декабря на очередном Земском собрании, но жизнь Людмилы Ивановны оборвалась за несколько дней до этой даты.

## Награды
- Орден Трудового Красного Знамени
- Орден «Знак Почёта»
- Бронзовая медаль ВДНХ